# Floricel Achim
Floricel Achim (n. 1 iulie 1968, Moldoveni, Teleorman) este un subofițer din Ministerul Apărării Naționale, acuzat în anul 2009 de spionaj în favoarea Ucrainei.
A fost implicat în livrarea de informații secrete contra cost Ucrainei, relație mijlocită de un fost atașat militar al Bulgariei la București, Zikolov Marinov.
Cazul a zdruncinat serios mediul militar al României.
Împreună cu agentul secret Marinov Zikolov, Achim ar fi „vândut” Kievului, sub supraveghere contrainformativă, și hărți ale unor unități militare folosite de americani.
Achim era sub supraveghere din 2005, pentru că vindea documente secrete de stat bulgarului Marinov Zikolov - până în 2000 atașat militar al Ambasadei Bulgariei la București.
Ofițerii Direcției de Contrainformații și Securitate Militară (contraspionajul militar) împreună cu cei ai SRI au monitorizat rețeaua de spionaj ucraineană, dezinformând-o și permițând scurgeri controlate de informații.
Pe 2 martie 2009, atașatul militar al Ucrainei la București, Serghei Ilnițki și adjunctul acestuia, Anatoli Iatseniuk (atașat naval și de apărare), au fost expulzați.
În replică, Ucraina a expulzat doi diplomați români.
Pe 18 iunie 2010, magistrații Curții de Apel București (CAB) au decis condamnarea la câte 12 ani și 6 luni a lui Floricel Achim și a bulgarului Marinov Zikolov pentru trădare și spionaj.